# Cindy & Bert
Cindy (nome verdadeiro:  Jutta Gusenberger, Völklingen, Alemanha, 26 de janeiro de 1948) e Bert (nome verdadeiro Norbert Maria Berger,  Völklingen, Alemanha, 12 de setembro de 1945 - Düsseldorf, Alemanha, 14 de julho de 2012) forma um duo alemão de música schlager de Völklingen, Saarland. Foram os representantes da Alemanha no Festival Eurovisão da Canção 1974 com a canção "Die Sommermelodie".